# SC Paderborn 07
Az SC Paderborn 07 egy Paderborn székhelyű német labdarúgóklub, amely 1985-ben jött létre TuS Paderborn-Neuhaus néven a TuS Schloß Neuhaus és az 1. FC Paderborn egyesülésével. 2014-ben a csapat története során először feljutott a Bundesligába, majd az idény végén ki is estek.

## Történet
Az Észak-Rajna-Vesztfália keleti részén elterülő Paderborn város futballtörténete igen szerteágazó. A település első számú csapatának számító SC Paderborn 07-et 1985-ben hozták létre a város központi részeit képviselő 1. FC Paderborn és régi külterületeket (Schloß Neuhaus, Sennelager) képviselő TuS Schloß Neuhaus egyesítésével. E két klub egymástól független, egyesítés előtti története egészen a századfordulóig nyúlik vissza.

### Az 1. FC Paderborn története (1908-1985)
Az együttes gyökerei 1908-ig vezetnek vissza, amikor is négy paderborni vállalkozó megalapította az FC Preußen Paderbornt. Nem sokkal később, 1910-ben kvalifikálták magukat a hivatalos tartományi bajnokságba. 1911-ben megalakult a VfB Paderborn, mely 1912-ben egyesült a Preußennel. Azonban 1913 tavaszára megszűnt a csapat. 1913 őszén pár volt Preußen játékos létrehozta a SV 13 Paderbornt, mely az első világháborúig nagy csatákat vívott az újraalakult VfB Paderbornnal. Később újabb kiválások és összefonódások után a VfB Paderborn Verein für Jugendpflege 1908 néven működött tovább. 1928-ban a VfJ 08 tartományi bajnoki címet nyert. A második világháború alatt az SV 13 és a VfJ 08 átmenetileg egyesültek, majd a háború után szétváltak. Az 50-es években újabb területi bajnoki címek jöttek, aztán 1969-ben végleg egyesült az SV 13 és a VfJ 08 létrehozva ezzel az 1. FC Paderborn 08/13-mat. 1970-ben feljutottak a Verbandsligába (akkor harmadosztály). Az 1977-78-as idényt bajnokként fejezték be és feljutottak az Oberligába (újonnan átszervezett harmadosztály). Itt rögtön az élvonalhoz tartoztak és 1981-ben már bajnoki címet is ünnepelhettek, ám a feljutás a Bundesliga 2-be nem sikerült. Ezután teljesítményük visszaesett.

### A Schloß Neuhaus története (1907-1985)
1907. augusztus 14-én Schloß Neuhausban körülbelül 20 futballkedvelő gyűlt össze, és megalapította az Arminia Neuhaus-t. (1907 őszétől Concordia Neuhaus) 1910. szeptember 17-én a szomszédos Sennelager futballszeretői is megalapították saját csapatukat, a VfB Senne-t, melyet három évvel később Turn- und Spielverein Senne-re neveztek át. Mindkét klub átvészelte az első világháborút, a Concordiát 1919-ben SV 07 Neuhaus-ra keresztelték át. A 30-as években sikereket értek el, feljutottak területük másodosztályába (Bezirksliga). A második világháború alatt az akkor már TuS Sennelager-nek nevezett Senne gyengült meg jobban, a Neuhaus - mely 1957-ben saját stadiont építtetett - az 50-es években kisebb tartományi sikereket is aratott. A 60-as években fordult a kocka, a Neuhaus visszaesett és a Josef Peitz-ben mecénásra lelő Sennelager ért el sikereket. 1971-ben feljutottak a Verbandsligába, mely a legmagasabb tartományi amatőr osztály volt. A klubok vezetői azonban belátták, hogy hosszú távú sikereket nem érhetnek el egyedül, így 1973. június 8-án egyesült a Sennelager és a Neuhaus, létrehozva a TuS 07/10 Schloß Neuhaus-t. Az új együttes első hangos sikere egy 1977-es Eintracht Frankfurt elleni Német kupa mérkőzés volt, melyen hatalmas meglepetésre 2-2-re végeztek a felek. A harmadosztály vesztfáliai részében szereplő csapat nagy dobására 1982-ig kellett várni, ekkor tartományuk bajnokaként feljutottak a Bundesliga 2-be. Ám a másodosztály csak rövid kaland volt a Schloß Neuhaus-nak, az 1982-83-as idényt tök utolsóként zárták.

### Az SC Paderborn 07 története (1985- )
Miután a Paderborn és Schloß Neuhaus vezetősége belátta, hogy két kisebb csapat nem képviselheti eredményesen a várost, 1985. június 1-én a két együttes TuS 07/10 Paderborn-Neuhaus néven egyesült. Első közös idényüket az Oberliga Westfalen (harmadosztály) második helyén zárták. A következő években a középmezőny elejéhez tartoztak. Végül 1994-ben sikerült megnyerniük a bajnokságot, ám nem tudták kiharcolni a Bundesliga 2 szereplést. A következő szezont az új harmadosztályban, a Regionalliga-rendszerben kezdték. 

1997-ben az új klubelnök, Wilfried Finke beiktatása után a csapatot átkeresztelték SC Paderborn 07-re. 2000-ben 13. helyükkel kiestek a harmadosztályból ám egy szezon után rögtön visszajutottak. A 2003-04-es idényt a második helyen zárták, így történetük során először feljutottak a német másodosztályba. 

2004. augusztus 21-én a német kupában hatalmas meglepetésre 4-2-re legyőzték az első osztályú Hamburgot. 2005 januárjában azonban kiderült, hogy sportfogadási bűnszervezetek a bíró, Robert Hoyzer segítségével megbundázták a mérkőzést. Hamar kiderült, hogy a Paderborn meccse csak egy volt a sok közül és kirobbant Németország legnagyobb bundabotránya. 

Egy 2008-as kiesést leszámítva a Paderborn stabil középcsapata lett a másodosztálynak. A 2013-14-es idényben a Bundesliga 2 második helyén zártak, így feljutottak a német első osztályba.
A 2014-2015-ös szezon végén kiestek az élvonalból, a 2015-2016-os évad zárásakor pedig utolsó helyezettként a másodosztálytól is búcsúzni kényszerültek. A 2016-2017-es idényben kis híján a harmadosztályból is kiestek (18. helyezett). A folyamatos zuhanás után újra megindult felfelé a csapat. 2017-2018-ban feljutottak a második vonalba, a 2018-2019-es szezonban ezüstérmet szerezve pedig ismét feljutottak az első osztályba (Bundesliga). 

## Jelenlegi keret
2019. január 18. szerint
| #  |     | Poszt | Név                 |
| -- | --- | ----- | ------------------- |
| 1  | GER | K     | Michael Ratajczak   |
| 2  | GER | V     | Uwe Hünemeier       |
| 3  | GER | V     | Sascha Heil         |
| 4  | CAN | KP    | Massih Wassey       |
| 5  | GER | V     | Christian Strohdiek |
| 7  | GER | CS    | Marlon Ritter       |
| 8  | ALB | KP    | Klaus Gjasula       |
| 9  | GER | CS    | Kai Pröger          |
| 11 | GER | CS    | Sven Michel         |
| 12 | GER | V     | Felix Herzenbruch   |
| 13 | GER | V     | Sebastian Schonlau  |
| 14 | USA | CS    | Khiry Shelton       |
| 16 | GER | CS    | Philippos Selkos    |
| 17 | GER | K     | Leopold Zingerle    |
| 18 | TUR | CS    | Sergio Gucciardo    |
| 19 | GER | V     | Tobias Schwede      |

| #  |     | Poszt | Név                                                   |
| -- | --- | ----- | ----------------------------------------------------- |
| 20 | LBR | CS    | Mohammed Kamara                                       |
| 21 | GER | KP    | Philipp Klement                                       |
| 22 | GHA | KP    | Christopher Antwi-Adjei                               |
| 23 | GHA | V     | Philimon Tawiah                                       |
| 24 | HUN | KP    | Schindler Olivér                                      |
| 25 | TUN | KP    | Mohamed Dräger (kölcsönben az SC Freiburg csapatától) |
| 27 | GER | V     | Matthias Stingl                                       |
| 28 | GER | K     | Till Brinkmann                                        |
| 29 | NGA | V     | Jamilu Collins                                        |
| 30 | GER | V     | Leon Fesser                                           |
| 31 | GER | KP    | Ben Zolinski                                          |
| 33 | GER | V     | Lukas Boeder                                          |
| 34 | GER | K     | Leon Brüggemeier                                      |
| 37 | GHA | CS    | Bernard Tekpetey                                      |
| 39 | GRE | KP    | Sebastian Vasiliadis                                  |